# لسان الفراولة
لسان الفراولة هو ظهور حليمات اللسان بلون أحمر، مما يعطى مظهرا شبيها بلون الفراولة الأحمر.

## الحالات المتعلقة
يظهر لسان الفراولة في داء كاواساكي, ومتلازمة الصدمة التسممية والحمى القرمزية.
والحالة تحاكي التهاب اللسان أو فقر دم نقص فيتامين بي 12.